# علف چنگ
علف چنگ (نام علمی: Agrostemma githago) نام یک گونه از تیره میخکیان است.
این علف اغلب با برداشت گندم جمع آوری می شود و بنابراین در جیره های غذایی طیور وارد می شود. در صورتی که در خوراک به میزان 5 درصد یا بیشتر وجود داشته باشد، علائم مسمومیت ناشی از جیتاژنین که یک ساپونین گیاهی است مشاهده می‌شود.